# Russell Investment Group
Die Russell Investment Group ist eine weltweit aktive Investment- und Beratungsfirma mit Sitz in Seattle, Bundesstaat Washington, USA.

## Überblick
Die Unternehmensgruppe besitzt Vertretungen in New York, London, Tokio, Hongkong, Paris, Sydney und Singapur. Daneben unterhält die Gruppe Niederlassungen in Amsterdam, Toronto, San Francisco, Melbourne, Auckland und Johannesburg.
Die Unternehmensgruppe ist bekannt für die Veröffentlichung zahlreicher Aktienindizes, darunter der weltweit beachtete Russell 2000-Nebenwerteindex. Die Russell Investment Group ist seit 2014 eine hundertprozentige Tochtergesellschaft der London Stock Exchange. Das Unternehmen berät Kunden in 44 Ländern und verwaltet rund 320 Investmentfonds, davon 85 in Europa.
Russell arbeitet für etwa 2.800 institutionelle Kunden, darunter befinden sich Pensionsfonds, Hilfswerke, Stiftungen, Banken und andere Finanzdienstleister. Die Firma berät internationale Konzerne bei der Anlage ihres Altersvorsorgevermögens, welches 2006 zusammengefasst knapp 2.000 Milliarden Euro entsprach.
Ihr Hauptsitz ist das Russell Investments Center in Seattle, Washington.

## Übernahme durch die London Stock Exchange
Am 26. Juni 2014 kündigte die London Stock Exchange die Übernahme der Unternehmensgruppe an. Der Kaufpreis betrug 2,7 Mrd. US-Dollar und wurde über eine Kapitalerhöhung im Volumen von 1,6 Mrd. US-Dollar, und durch bestehende sowie neue Kredite finanziert.
Im Oktober 2015 gab die London Stock Exchange bekannt, dass sie die Russell Investment Group wieder veräußern werde. Käufer ist Private-Equity-Gesellschaft TA Associates, welche 1,2 Mrd. US-Dollar zahlte.

## Russell-Indizes
Der Finanzdienstleister veröffentlicht folgende Aktienindizes:
| - Russell 3000 - Russell 3000 Growth - Russell 3000 Value - Russell 1000 - Russell 1000 Growth - Russell 1000 Value - Russell 2000 - Russell 2000 Growth - Russell 2000 Value - Russell Top 200 - Russell Top 200 Growth | - Russell Top 200 Value - Russell MidCap - Russell MidCap Growth - Russell MidCap Value - Russell 2500 - Russell 2500 Growth - Russell 2500 Value - Russell Small Cap Completeness - Russell Small Cap Completeness Growth - Russell Small Cap Completeness Value |